# Vertical Entertainment
A Vertical Entertainment amerikai filmforgalmazó és produkciós cég, amelyet Richard B. "Rich" Goldberg és Mitch Budin producerek alapítottak 2012-ben.

## Történet
2012-ben Rich Goldberg és Mitch Budin megalapította a Vertical Entertainment filmforgalmazó céget, amely filmeket ad ki a mozikban, Video on Demand és otthoni médián keresztül. 2013 májusában a Vertical bejelentette, hogy ugyanettől az évtől kezdve évente 24 filmet tervez kiadni. A cég együttműködött az XYZ Filmsszel többek között a Holidays, az Under the Shadow és a Headshot című filmekben.
2019 novemberében bejelentették, hogy a Vertical Entertainment elindít egy brit forgalmazói ágat.